# Krystyna Pulczyńska
Krystyna Pulczyńska, po mężu Mądry (ur. 2 listopada 1952) – polska lekkoatletka, specjalizująca się w skoku w dal, halowa mistrzyni Polski.

## Kariera sportowa
Była zawodniczką AZS Kraków i Lubtouru Zielona Góra.
Na mistrzostwach Polski seniorek na otwartym stadionie zdobyła dwa medale w skoku w dal - srebrny w 1978 i brązowy w 1975. W  tej samej konkurencji została halową mistrzynią Polski w 1976. 
Rekord życiowy w skoku w dal: 6,44 (28.07.1975).